# Vietnam la Jocurile Olimpice de vară din 2016
Vietnamul a participat la Jocurile Olimpice de vară din 2016 de la Rio de Janeiro în perioada 5 – 21 august 2016, cu o delegație de 23 de sportivi, care a concurat în zece sporturi. Cu un total de două medalii, inclusiv una de aur, Vietnam s-a aflat pe locul 48 în clasamentul final.

## Participanți
Delegația vietnameză a cuprins 23 de sportivi: zece bărbați și 13 femei. Cel mai tânăr atlet din delegația a fost înotătoarea Nguyễn Thị Ánh Viên (19 de ani), cel mai vechi a fost trăgătorul de tir Trần Quốc Cường (42 de ani).
| Sport      | Masculin | Feminin | Total |
| ---------- | -------- | ------- | ----- |
| Atletism   | 1        | 1       | 2     |
| Badminton  | 1        | 1       | 2     |
| Canotaj    | 0        | 2       | 2     |
| Gimnastică | 1        | 1       | 2     |
| Haltere    | 3        | 1       | 4     |
| Judo       | 0        | 1       | 1     |
| Lupte      | 0        | 2       | 2     |
| Natație    | 1        | 1       | 2     |
| Scrimă     | 1        | 3       | 4     |
| Tir        | 2        | 0       | 2     |
| Total      | 10       | 13      | 23    |

## Medaliați
| Medalie | Nume            | Sport | Probă                        | Dată      |
| ------- | --------------- | ----- | ---------------------------- | --------- |
| Aur     | Hoàng Xuân Vinh | Tir   | 10 m pistol cu aer comprimat | 6 august  |
| Argint  | Hoàng Xuân Vinh | Tir   | 50 m pistol                  | 10 august |